# سباستيان بوينو
سباستيان بوينو (بالإسبانية: Sebastián Bueno)‏ هو لاعب كرة قدم أرجنتيني، ولد في 24 أكتوبر 1981 في جونين، مقاطعة بوينس آيرس في الأرجنتين. شارك مع منتخب الأرجنتين تحت 20 سنة لكرة القدم. أما مع النوادي، فقد لعب مع بانفيلد وسارمينتو دي خونين وسان مارتين دي سان خوان وكيلمس ولاسيرينا ونادي بيروجيا ونادي بينيفينتو ونادي كاتانزارو ويونيون دي سانتا في.

## وصلات خارجية
- سباستيان بوينو على موقع قاعدة بيانات كرة القدم.إي يو (الإنجليزية)